# Regla del enlace doble
La regla del enlace doble expresa que los elementos químicos con número cuántico principal mayor a 2 (esto es: elementos del periodo 3 en adelante) no forman enlaces múltiples (enlace doble y enlace triple) con ellos mismos o con otros elementos. Los enlaces dobles, si existen, son débiles debido al enlace pi débil como resultado de un pobre traslape (solapamiento) de orbitales.
Esta regla fue desafiada y finalmente hecha obsoleta a principios de 1981 con el descubrimiento de enlaces dobles de silicio y fósforo Los enlaces dobles que ordinariamente no se formaría pueden estabilizarse con grupos funcionales apropiados tanto electrónica como estéricamente (estabilización cinética).
| Enlaces dobles para el carbono y sus vecinos próximos |           |                   |                         |                                         |                                                                                      |                                                                 | |
|                                                       | Boro      | carbono           | nitrógeno               | oxígeno                                 | silicio                                                                              | fósforo                                                         | azufre |
| ----------------------------------------------------- | --------- | ----------------- | ----------------------- | --------------------------------------- | ------------------------------------------------------------------------------------ | --------------------------------------------------------------- | --- |
| boro                                                  | diborenos | alquilidenboranos | aminoboranilidenos raro | oxoboranos raro, rápida oligomerización | desconocido                                                                          | boranilidenfosfanos, raro, se conocen compuestos estables       | tioxoboranos , raro |
| carbono                                               |           | alquenos          | iminas                  | carbonilos , iones oxonio               | silenos                                                                              | fosfaalquenos                                                   | tiocetonas |
| nitrógeno                                             |           |                   | Azoderivados            | compuestos nitroso                      | silaniminas, raro rápida oligomerización, sólo a temperaturas bajas                  | fosfazeno                                                       | sulfiliminas |
| oxígeno                                               |           |                   |                         | dioxígeno                               | Silanonas No se forman enlaces Si=O oligomerización a siloxano, sólo evidencia fugaz | Numerosos, óxidos de fosfina , fosfonatos, Fosfinatos, fosfatos | sulfinilos |
| silicio                                               |           |                   |                         |                                         | disilenos                                                                            | Sililidenfosfanos a.k.a. fosfasilenos raro                      | silanotionas , raro fácil oligomerización                                                                                      |
| fósforo                                               |           |                   |                         |                                         |                                                                                      | difosfenos                                                      | Comunes, por ejemplo en tiofosfatos y en sulfuros de fosfina por ejemplo sulfuro de trifenilfosfina, ciertos ditiadifosfetanos |
| azufre                                                |           |                   |                         |                                         |                                                                                      |                                                                 | tiosulfóxidos |